# Тайное влечение (фильм, 2013)
«Тайное влечение» (англ. Adoration, фр. Adore) — драматический фильм 2013 года режиссёра Анн Фонтен, являющийся её англоязычным дебютом, с актрисами Робин Райт и Наоми Уоттс в главных ролях. В фильме рассказывается история пары женщин средних лет, Роз и Лил, которые дружат всю жизнь и занимаются сексом с сыновьями-подростками друг друга, а также о вытекающих из этого эмоциональных последствиях их продолжающихся романов. Он основан на новелле британской писательницы Дорис Лессинг 2003 года «Бабушки».
Премьера картины состоялась на кинофестивале «Сандэнс» в январе 2013 года под оригинальным названием «Две матери» (англ. Two Mothers).

## Сюжет
Лил и Роз дружат с детства и живут рядом на берегу моря. Муж Лил погиб, и она одна воспитывает сына Иана. У Роз тоже есть сын Том, ровесник Иана, и они тоже дружат, проводя время на пляже и катании на доске по волнам. Мужу Роз Харольду предлагают работу в университете в Сиднее, и он уезжает, чтобы через скорое время перевезти туда жену и сына, который мечтает учиться актёрскому мастерству. Коллега Лил по работе, Саул, оказывает Лил знаки внимания, однако ей он не нравится.
Лил, Роз, Иан и Том почти всё время проводят вместе. Иан испытывает влечение к Роз, и однажды, когда Тому плохо от выпитого, Иан начинает целовать Роз и увлекает её в спальню. Позднее Том видит свою мать выходящей из комнаты, где ночует Иан, полураздетой. Том уходит в дом Лил, где пытается поцеловать её, но она отталкивает его. При этом он остаётся ночевать в её доме, и в итоге между ними также завязывается роман. Когда Лил и Роз осознают, что произошло, они решают, что нужно прекратить эти отношения, однако со временем связь Лил с Томом и Роз с Ианом продолжаются, хотя и остаётся скрытой для посторонних. Когда Харольд приезжает и предлагает Роз и Тому переезжать в Сидней, Роз говорит, что они с Томом не хотят уезжать. Саул приходит, чтобы сделать предложение Лил. В доме присутствует Роз, и после отказа Лил Саул делает вывод, что Лил и Роз являются парой.
Проходит два года. Иан работает в конторе своей матери, а Том помощником режиссёра в театре. Когда Тома приглашают на прослушивание актрис в Сидней, он знакомится с подающей надежды актрисой Мэри, и у них завязываются отношения. Поняв это, Лил и Роз решают, что нужно отпустить Тома и Иана, чтобы они могли создать свои семьи. Они объявляют сыновьям о разрыве. Иан тяжело переживает разрыв с Роз, говоря, что он никогда не простит ей этого. Том продолжает встречаться с Мэри, и вскоре они женятся. Иан знакомится с Ханной, однако собирается вскоре расстаться с ней, как вдруг узнаёт, что Ханна ждёт от него ребёнка.
Проходит  несколько лет. Том женат на Мэри, у них есть маленькая дочь. Иан женат на Ханне и у них тоже есть дочь. Обе семьи с бабушками идут на тот же пляж, где когда-то проводили время вместе, а потом отмечают встречу в доме. Том, сказав, что ему нужно проветриться, уходит, и после Иан застаёт его у Лил. Он понимает, что все эти годы Лил и Том продолжали отношения, и обвиняет во всём Роз. Узнав обо всём случившемся, Мэри и Ханна с дочерьми уезжают и просят не искать их.
В эпилоге Лил и Роз с сыновьями снова встречаются на плавучем пирсе, где когда-то проводили время вместе.

## В ролях
- Наоми Уоттс — Лил
- Робин Райт — Роз
- Бен Мендельсон — Гарольд
- Ксавьер Сэмюэл — Иан
- Джеймс Фрешвилль — Том
- Джессика Тови — Мэри
- Софи Лоу — Ханнa
- Гэри Свит — Сол

## Критика
Фильм получил в основном негативные отзывы. Из 75 обзоров, подсчитанных Rotten Tomatoes, были положительными 33 % отзывов со средним рейтингом 4,70/10. Консенсус сайта гласит: «Наоми Уоттс и Робин Райт выкладываются на полную, но они не могут сделать дрянной, абсурдный сюжет правдоподобным».
Обозреватель RogerEbert.com Кристи Лемир похвалила качественную операторскую работу, а также игру двух ведущих актрис. При этом она отметила: «„Тайное влечение“ — это исполнение декадентских фантазий, замаскированное под декларацию феминистской независимости. Где-то здесь есть послание о важности оставаться сексуальной и жизненной в свои 40 — о том, чтобы вновь утвердить свою собственную идентичность после десятилетий того, как вас определяли лишь как чью-то жену и чью-то мать».
Евгений Ухов, автор Film.ru, в своей рецензии резюмировал: «Вызывающе яркая завязка почти родственных любовных отношений — самое сильное, что есть в этой драме. Дальнейший эгоизм героев и неуверенно выведенная мораль скорее отталкивают, нежели влюбляют в персонажей».